# یوشیمی یاماشیتا
یوشیمی یاماشیتا (انگلیسی: Yoshimi Yamashita؛ زادهٔ ۲۰ فوریهٔ ۱۹۸۶) داور فوتبال زن اهل ژاپن است. وی از سال ۲۰۲۲ در جی‌لیگ و از سال ۲۰۱۵ در مسابقات بین‌المللی قضاوت میکند.
یوشیمی یاماشیتا اولین داور زن   تاریخ جام ملت های اسیا(مردان) است که در جام قضاوت کرده است.